# Rote Wand
Le Rote Wand (littéralement « Mur Rouge ») est un sommet des Alpes, à 2 704 m d'altitude, dans le massif de Lechquellen, en Autriche (Vorarlberg).
Le nom du sommet vient de la couleur du calcaire du Lias qui le compose, particulièrement visible sur le versant sud. En contrebas de ce même versant baigne le lac de Formarin, tandis que sur le versant nord se trouve un petit glacier.